# Dragoljub Janošević
Dragoljub Janošević, cyr. Драгољуб Јаношевић (ur. 8 lipca 1923 w Belgradzie, zm. 20 maja 1993) – serbski szachista, arcymistrz od 1965 roku.

## Kariera szachowa
Pomiędzy 1948 a 1980 rokiem dziewiętnaście razy startował w finałach indywidualnych mistrzostw Jugosławii, najlepszy wynik osiągając w roku 1953 w Zagrzebiu, gdzie podzielił IV-VI miejsce (wspólnie z Svetozarem Gligoriciem i Borislavem Miliciem). W latach 60. XX wieku należał do szerokiej krajowej czołówki, choć nigdy nie wystąpił na szachowej olimpiadzie.
Spośród jego wielu sukcesów w turniejach międzynarodowych wymienić należy dz. III m. w Belgradzie (1962, za Svetozarem Gligoriciem i Borislavem Ivkovem, wspólnie z Victorem Ciocalteą), II m. w Harrachovie (1966, za Siemonem Furmanem, przed Ludkiem Pachmanem, Markiem Tajmanowem i Vlastimilem Hortem), dz. III m. w Solingen (1968, za Levente Lengyelem i Bruno Parmą, wspólnie z Mato Damjanoviciem, Laszlo Szabo i Ludkiem Pachmanem), I m. we Vršacu (1969, memoriał Borislava Kosticia, przed Palem Benko i Borislavem Ivkovem), I m. w Bari (1970, przed Laszlo Barczayem i Peterem Delym) oraz dz. II m. w Madonna di Campiglio (1974, za Gyulą Saxem, wspólnie z Vlastimilem Hortem).
Dużym sukcesem Janoševicia było zremisowanie meczu z nastoletnim Bobby Fischerem (Belgrad, 1958, 1-1), ale wówczas już zawodnikiem światowej elity (miesiąc po tym meczu Fischer zajął VI miejsce w turnieju międzystrefowym i zakwalifikował się do turnieju pretendentów). W roku 1967 w Skopje Janoševic ponownie spotkał się z przyszłym mistrzem świata, odnosząc jedno ze swoich najcenniejszych zwycięstw.
Najwyższy ranking w karierze osiągnął 1 maja 1974 r., z wynikiem 2465 punktów dzielił wówczas 16-18. miejsce wśród jugosłowiańskich szachistów.